# Andrea Argoli

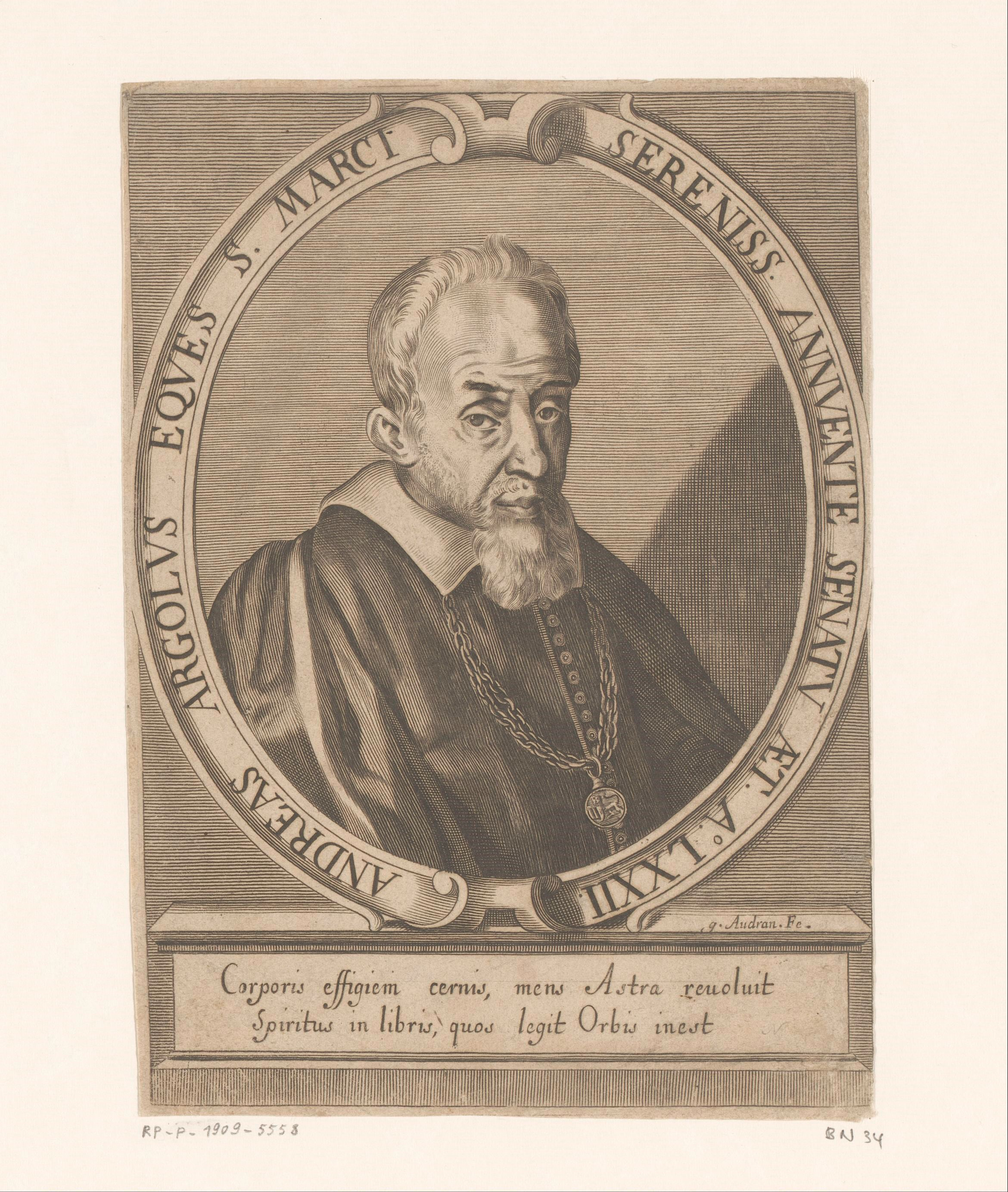
Andrea Argoli

Andrea Argoli  (1570–1657) a fost un cărturar italian, care avut preocupări multiple în domenii ca: matematică, astronomie, astrologie, drept.

## Biografie
S-a născut la Tagliacozzo, Abruzzo și a murit la Padova.
A fost profesor de matematică la "Universitatea Sapienza din Roma" (1622 – 1627) și la Universitatea din Padova (1632 – 1657).
Atracția spre astrologie a atras ostilitatea bisericii și a fost nevoit să se retragă la Veneția. 

## Scrieri
- Ephémerides (1620)

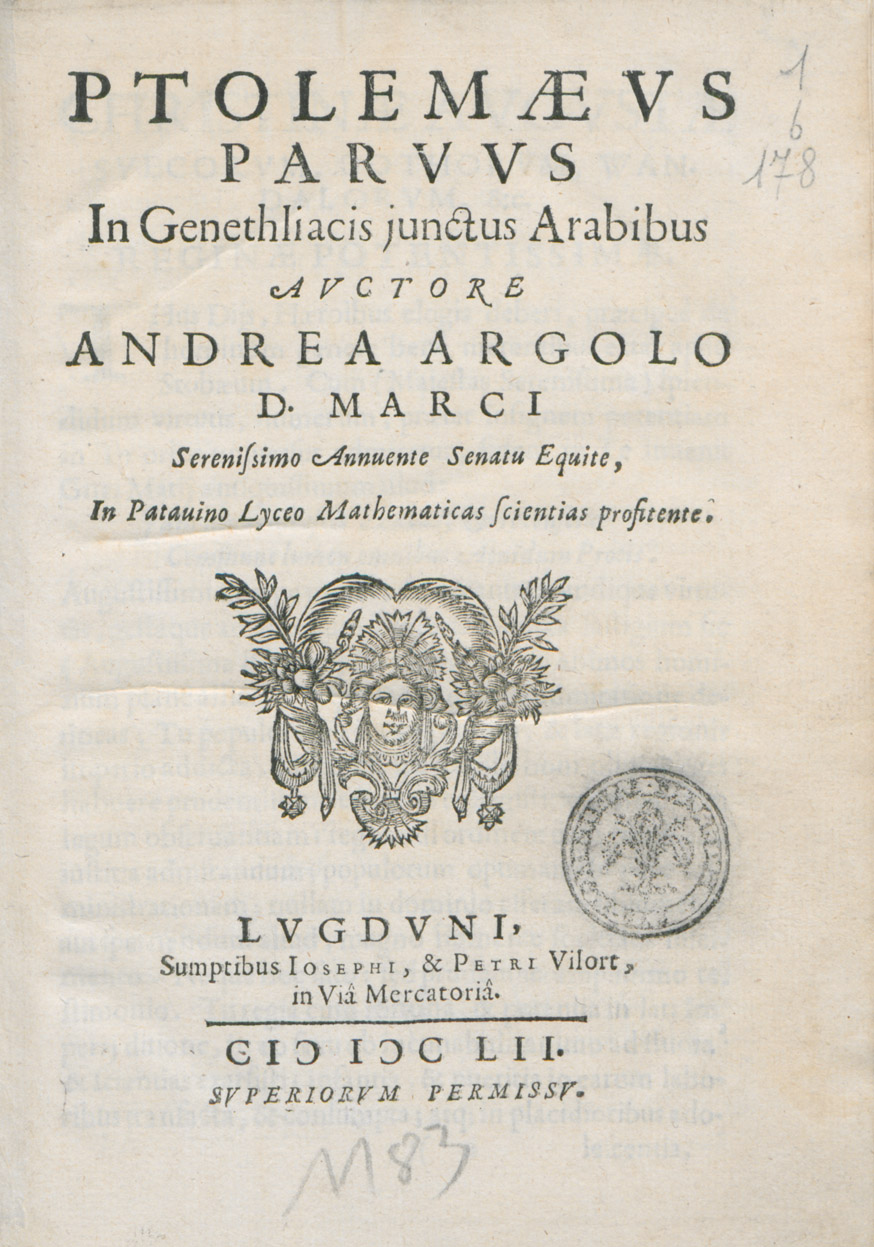
Ptolemaeus parvus, 1652

- Pandosion sphaericum, (Padova,  1644), unde, pe lângă o cosmografie geocentrică, este descris aparatul cardiovascular.
- Ptolemaeus parvus,  (1652)
- "De diebus criticis et Aegrorum Decubitu" tradotto in italiano da Giancarlo Brogi Edizioni Il Pavone (1652)
- Problemata astronomica (1652)
- De diebus criticis (Padova, 1639)
- Primi mobiliis tabulae ec. (Roma, 1610)
- Osservazioni sopra la Cometa (1653)